# Supercoppa polacca 2020 (pallavolo femminile)
La Supercoppa polacca 2020 si è svolta il 16 dicembre 2020: al torneo hanno partecipato due squadre di club polacche e la vittoria finale è andata per la terza volta al Budowlani Łódź.

## Regolamento
Le squadre hanno disputato una gara unica.

## Squadre partecipanti
| Squadra        | Qualificazione                                                    |
| -------------- | ----------------------------------------------------------------- |
| Budowlani Łódź | Finalista Coppa di Polonia 2019-20                                |
| Chemik Police  | Vincitrice Coppa di Polonia 2019-20/Liga Siatkówki Kobiet 2019-20 |

## Torneo
| 16 dicembre 2020 Hala HWS, Lublino Durata: 2h:12 - Spettatori: 0 | Chemik Police | 1 - 3 | Budowlani Łódź | 25-21, 19-25, 23-25, 22-25 |